# Сайкхам
Сайкхам (*тай. ท้าวซายคำ; д/н — 1543) — 13-й володар держави Ланна у 1538—1543 роках.

## Життєпис
Син володаря Кета Четтхарата (за менш правдоподібною версією був його братом). Відомостей про нього обмаль. Спочатку відомий був як тхао (принц) Чай. 1538 року після повалення знаттю Кета був поставлений на трон. Втім фактично владу мали різні аристократичні групи, що боролися між собою.
За різними відомостями намагався протистояти знаті або впав в апатію, поринувши у розваги. 1543 року його було повалено і вбито за офіційною версією за те, що не відповідав чеснотам дхарми для правителя. На трон повернувся Кет.